# Anàlisi clínica
Una anàlisi clínica és una mesura o un examen d'una propietat biològica realitzat in vitro en un laboratori clínic o a prop del pacient.
Les anàlisis clíniques (no ho confongueu amb el nom de l'especialitat multidisciplinària Anàlisis Clíniques) les sol·liciten els metges clínics per tal d'obtenir informació que els pugui ser útil per a la prevenció, el diagnòstic, el pronòstic, el control del tractament i el coneixement de les malalties.
Els resultats de les anàlisis clíniques (o, col·loquialment, resultats d'una «analítica») fetes al laboratori clínic s'apleguen en un «informe de laboratori clínic», el qual, eventualment, també conté comentaris interpretatius fets pels facultatius del laboratori clínic i relacionats amb els resultats obtinguts.

## Referéncies
1. ↑  «Cómo entender el resultado de sus pruebas de laboratorio: Prueba de laboratorio de MedlinePlus» (en castellà). [Consulta: 22 març 2022].
2. ↑  «¿Qué Es Análisis Clínico? Conoce La Definición | CEMP» (en castellà), 2020-07-16GMT+000009:08:53+00:00. [Consulta: 22 març 2022].
3. ↑  Molina Arias, M. «Características de las pruebas diagnósticas». Pediatría Atención Primaria, 15, 58, 6-2013, pàg. 169–173. DOI: 10.4321/S1139-76322013000200013. ISSN: 1139-7632 [Consulta: 22 març 2022].